# Ben Stein
Benjamin Jeremy "Ben" Stein (Washington, D.C., 25 de novembro de 1944) é um escritor, ator, jurista e comentarista político e econômico estadunidense. Fez sucesso como autor dos discursos dos presidentes Richard Nixon e Gerald Ford. Mais tarde ingressou no campo artístico e tornou-se ator e comediante, sendo premiado com um Emmy por conta de um show que apresentou.
Stein escreve habitualmente comentários sobre temas sociais, econômicos e políticos, bem como dá palpites em investimentos individuais. É filho do conhecido economista e escritor Herbert Stein, que trabalhou na Casa Branca durante o Governo Nixon. Sua irmã, Rachel, também é escritora. Stein é reconhecido por sua forma seca e monótona de falar, bem explorada no filme Curtindo a Vida Adoidado, onde interpreta um enfadonho professor de economia. 
Ben Stein foi um dos escritores e o apresentador do polêmico documentário Expelled: No Intelligence Allowed (Expulsos: A inteligência não é permitida), de 2008, que foca principalmente na falta de liberdade acadêmica, mostrando que cientistas da teoria do Design Inteligente têm sido, supostamente, perseguidos e forçados a se calar por discordar do Darwinismo.  Stein protagoniza uma entrevista com o evolucionista Richard Dawkins, conhecido por seus livros de pregação ateísta. Como Ben Stein já esperava, o documentário foi enxovalhado pela crítica, mas um sucesso de público, figurando entre os 20 documentários de maior bilheteria dos EUA.